# British American Tobacco
British American Tobacco (LSE: BATS, NYSE: BTI) é a maior empresa de tabaco do mundo, presente em mais de 200 países. Tem sede em Londres.
A empresa é acionista majoritária da companhia de tabaco brasileira Souza Cruz (atual BAT Brasil), com sede no Rio de Janeiro. Possui três usinas de processamento (Santa Cruz do Sul e Rio Negro) outras unidades em São Paulo e Cachoeirinha sendo a maior a de Santa Cruz do Sul em todo o Grupo BAT e também da R. J. Reynolds Tobacco Company nos EUA.

## Marcas
- Lucky Strike
- Dunhill
- Kent
- State Express 555
- Pall Mall
- Vogue
- Rothmans
- Peter Stuyvesant
- Benson & Hedges
- Winfield
- John Player
- KOOL
- Viceroy

Também comercializa as marcas Dunhill Carlton Blend, Free, Hollywood, Minister, dentre outras marcas, no Brasil, por intermédio da Souza Cruz.